# باشگاه فوتبال گیتزهد
باشگاه فوتبال گیتزهد (به انگلیسی: Gateshead Football Club) یک باشگاه فوتبال در شهر گیتس‌هد، کشور انگلستان است که در سال ۱۸۸۹ میلادی تأسیس شده‌است.